# Lecanora bogotana
Lecanora bogotana är en lavart som beskrevs av Nyl. Lecanora bogotana ingår i släktet Lecanora och familjen Lecanoraceae.   Inga underarter finns listade i Catalogue of Life.